# Australytta spilotella
Australytta spilotella is een keversoort uit de familie van oliekevers (Meloidae). De wetenschappelijke naam van de soort is voor het eerst geldig gepubliceerd in 1904 door Péringuey.